# Rally Costa de Almería de 2017
El Rally Costa de Almería de 2017 fue la 43.ª edición del citado rally. Se celebró entre el 27 y 28 de mayo de 2017 y contó con un itinerario de diez tramos cronometrados sobre asfalto. Contó con un coeficiente 6, y fue puntuable para el Campeonato de Andalucía de Rallyes de Asfalto. Dio comienzo en la Rambla Federico García Lorca de la ciudad de Almería, lugar que también acogió la llegada del evento.

## Itinerario
| Día   | Tramo | Nombre                  | Distancia | Hora  |
| ----- | ----- | ----------------------- | --------- | ----- |
| Día 1 | SS1   | Benizalón-Benitagla     | 10,3 km   | 18:22 |
| Día 1 | SS2   | Alcudia de Monteagud    | 9,1 km    | 18:45 |
| Día 1 | SS3   | Cóbdar-Uleila del Campo | 19,48 km  | 19:08 |
| Día 1 | SS4   | Benizalón-Benitagla     | 10,3 km   | 20:37 |
| Día 1 | SS5   | Alcudia de Monteagud    | 9,1 km    | 21:00 |
| Día 1 | SS6   | Cóbdar-Uleila del Campo | 19,48 km  | 21:23 |
| Día 2 | SS7   | Vícar                   | 4,9 km    | 09:17 |
| Día 2 | SS8   | Enix-Alhama de Almería  | 14,4 km   | 09:33 |
| Día 2 | SS9   | Vícar                   | 4,9 km    | 11:40 |
| Día 2 | SS10  | Enix-Alhama de Almería  | 14,4 km   | 11:56 |

## Clasificación final
| Pos. | Piloto                  | Copiloto             | Automóvil                 | Tiempo    | Diferencia |
| ---- | ----------------------- | -------------------- | ------------------------- | --------- | ---------- |
| 1.   | Óscar Gil               | Manuel Causse        | Opel Adam R2              | 1:16:21,3 | 0.0        |
| 2.   | Carlos Rodríguez        | Alicia Rodríguez     | Peugeot 206 XS            | 1:16:48,4 | +27,1      |
| 3.   | José Antonio Aznar      | José Cristanto Galán | Porsche 911 GT3 Rally     | 1:17:32,4 | +44,0      |
| 4.   | Antonio Martínez        | Henar Godoy          | Citroën Saxo              | 1:18:17,2 | 1:55,9     |
| 5.   | Manuel Maldonado        | José Fenoy           | Porsche 911 997 GT3 Rally | 1:19:04.8 | +2:43.5    |
| 6.   | Mario Exequiel Morillo  | David Aguado         | Citroën AX Sport          | 1:19:08.8 | +2:47.5    |
| 7.   | Rubén Segura            | Alejandro Martínez   | Peugeot 205 Rallye        | 1:19:51.5 | +3:30.2    |
| 8.   | Francisco Gómez         | Antonio Moya         | Peugeot 205 Rallye        | 1:22:28.5 | +6:07.2    |
| 9.   | Cristian Jesús Parrilla | Iván Navarro         | Peugeot 206 GTi           | 1:22:54.0 | +6:32.7    |
| 10.  | José Javier López       | Jaime López          | Renault Clio Sport        | 1:23:03.7 | +6:42.4    |